# Andy Newmark
Andrew "Andy" Newmark (født d. 14. juli, 1950) er en amerikansk musiker, bedst kendt som trommeslager for funk-bandet Sly & the Family Stone fra 1972 til 1973.